# José Lemos Rodríguez
José Lemos Rodríguez anche noto come Pepe Lemos (Salvaterra de Miño, 1º febbraio 1962 – 21 settembre 2023) è stato un allenatore di calcio e calciatore spagnolo, di ruolo difensore.

## Biografia
Era lo zio di Claudio Giráldez, calciatore e allenatore.

## Caratteristiche tecniche
Iniziò la carriera come terzino destro anche se al Real Valladolid fu impiegato anche sulla fascia sinistra.

## Carriera
Esordì a 17 anni nel Celta Vigo e fu tra i protagonisti di una doppia promozione, con l'allenatore jugoslavo Milorad Pavić, dalla Segunda División B alla Primera División spagnola. La sua partita di esordio nella Liga spagnola fu giocata il 5 settembre 1982 contro il Siviglia. A fine stagione, tuttavia, il Celta Vigo retrocesse nuovamente. Nel 1985-1986 ritornò a giocare in massima serie.
Nel 1986 si trasferì al Real Valladolid. Militò con il club per sei stagioni, tutte nella Primera División.
Nel 1989 giocò la finale di Coppa del Re persa per 1-0 contro il Real Madrid.
Nel 1990 giocò la Coppa delle Coppe con il Real Valladolid, arrivando ai quarti di finale, eliminato dai monegaschi dell'AS Monaco.
Chiuse la carriera nel Porriño Industrial Fútbol Club. club che allenò tra il 1994 e il 1998.

## Palmarès

### Club

#### Competizioni nazionali
- Segunda División B spagnola: 1

Celta Vigo: 1980-1981
- Segunda División spagnola: 1

Celta Vigo: 1981-1982